# 溫德格山
47°10′33″N 11°10′53″E / 47.17583°N 11.18139°E

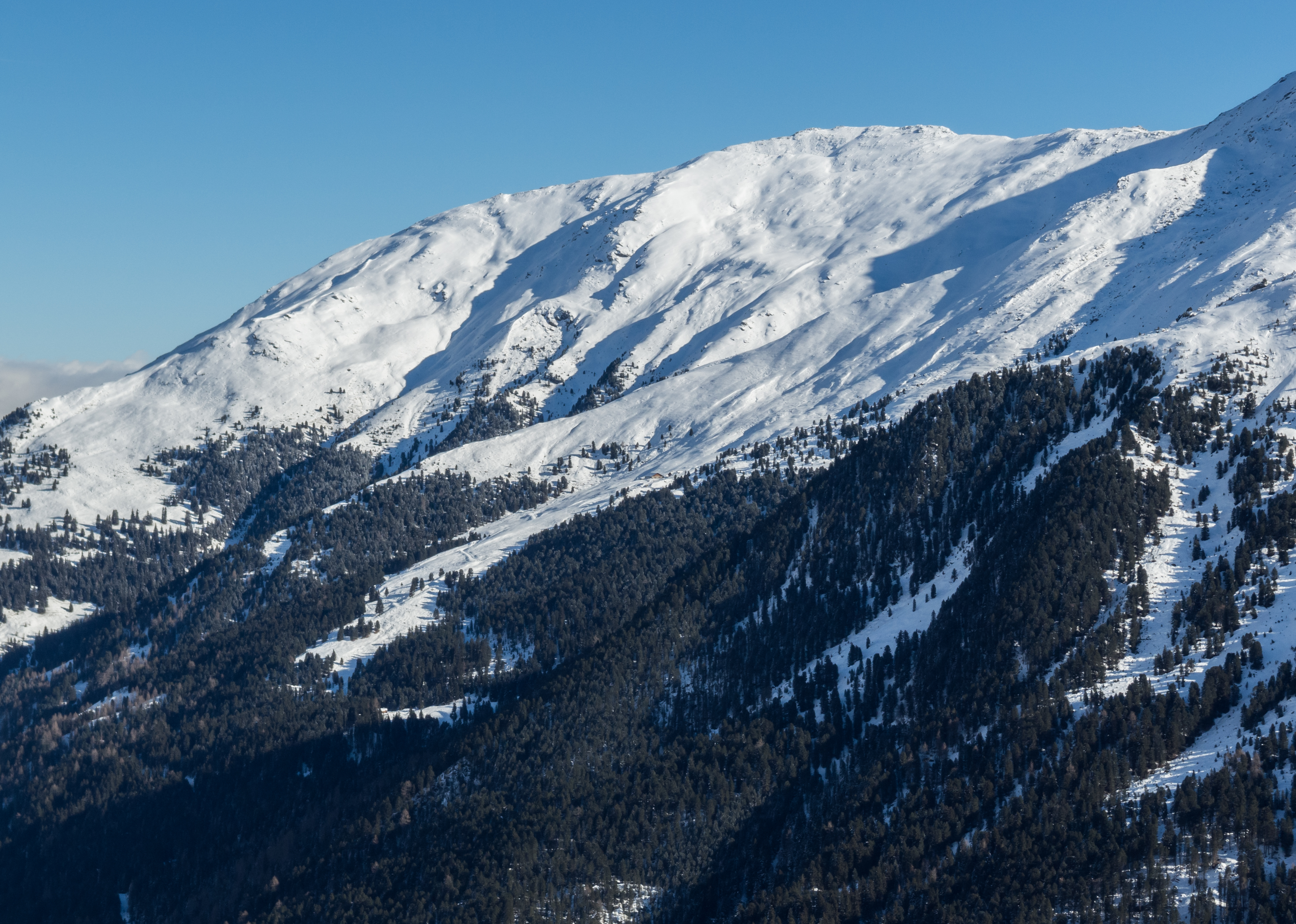

溫德格山（德語：Windegg），是奧地利的山峰，位於該國西部，由蒂羅爾州負責管轄，屬於斯圖拜阿爾卑斯山脈的一部分，海拔高度2,577米，每年平均降雨量1,666毫米。